# 24 Heures Motos
Pour les articles homonymes, voir 24 Heures du Mans (homonymie).
Les 24 Heures Motos, aussi appelées 24 Heures du Mans moto, sont une compétition annuelle d'endurance moto d'une durée de 24 heures, se déroulant sur le circuit Bugatti du Mans, dans le département français de la Sarthe.
Les pilotes les plus titrés des 24 Heures Motos sont : Alex Vieira et Grégory Leblanc qui ont décroché tous deux 5 titres.

## Historique

### Genèse
Les 24 Heures Motos trouvent leur origine dans la course du Bol d'or qui réapparaît en 1969, sur l'autodrome de Linas-Montlhéry, après quelques années sans course.
En 1977, l'Automobile Club de l'Ouest, organisateur des 24 Heures du Mans automobile, organise les 24 Heures Moto en partenariat avec le journal hebdomadaire Moto Journal qui veut concurrencer l'autre grand hebdomadaire motocycliste Moto Revue, organisateur du Bol d'or. Ce dernier est alors déplacé sur le circuit Paul-Ricard, dans le Var.
En 2018, pour le 40e anniversaire de l'épreuve, Jean-Claude Chemarin, vainqueur des deux premières éditions, donne le départ de la course.

### Épreuve du championnat du monde d'endurance
Figurant au championnat du monde d'endurance, les 24 Heures Motos attirent chaque année près de cent mille spectateurs. Véhiculant un passé chargé d'excès en tout genre, l'Automobile Club de l'Ouest (ACO) a décidé de redonner à cette course mythique ses lettres de noblesse.
Les 24 Heures Motos font partie du championnat du monde d'endurance. Cependant, cela n'a pas toujours été le cas. En effet, de 2002 à 2005, les trois épreuves que sont : 24 Heures Motos, le Bol d'or et les 24 Heures de Liège décident de créer le Master of Endurance et de quitter le championnat du monde. En 2006, l'épreuve des 24 Heures Motos réintègre le championnat du monde d'endurance, après quatre ans d'une sécession ratée.

## Circuit

Le circuit Bugatti, au Mans.

Contrairement à l'épreuve automobile, l'épreuve motocycliste se déroule sur le circuit Bugatti, circuit permanent du Mans de 4,185 km.

## Déroulement

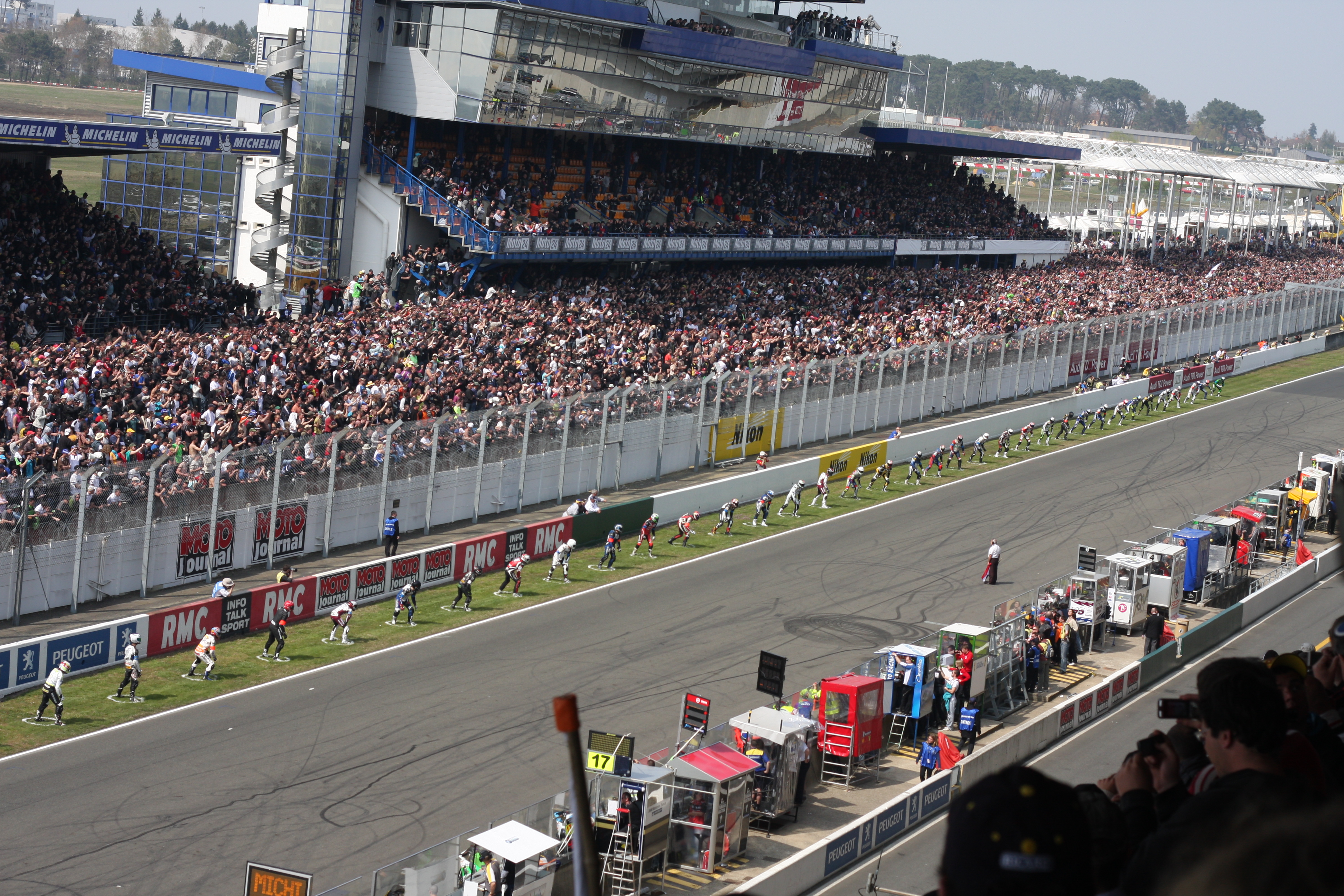
Départ arrêté en épi, dit « Le Mans ».

Traditionnellement, les 24 Heures Motos se déroulent comme suit :
- le mercredi, lancé pour les quarante ans de la course, une présentation des motos avec la présence des pilotes est organisée dans le centre-ville en marge du briefing et de la photo officielle ;
- le jeudi fait la part belle aux premières séances d'essais ; les manches qualificatives des divers cups (coupes) ont également lieu. La soirée est marquée par les essais de nuit ;
- le vendredi, suite et fin des essais qualificatifs et des manches qualificatives des cups. Une finale de coupe est également au programme. La soirée s'achève avec la visite des paddocks, suivi d'un show mécanique ;
- le samedi matin, le warm up vient s'intercaler entre les dernières finales matinales. Durant la pause de midi, un team de cascadeurs présente un show avant que ne commence, vers 14 h 30, le cérémonial de la pré-grille suivi de deux tours de chauffe pour les machines. Le célèbre départ, où les pilotes s'élancent en courant vers leur machine, est donné à 15 h ;
- le dimanche matin, le circuit est quasiment déserté par le public, la course bat son plein. À 15 h, fin de la course et ouverture de la piste au public, qui envahit la ligne droite des tribunes pour accéder au podium.

Si les premières 24 Heures Motos se disputaient avec des équipages composés de deux pilotes par moto, le nombre passera à trois quelques années plus tard (comme au Bol d'or).

## Résultats

### Palmarès
| Année | Pilote 1              | Pilote 2              | Pilote 3              | Moto                 | Équipe                   |
| ----- | --------------------- | --------------------- | --------------------- | -------------------- | ------------------------ |
| 1978  | Jean-Claude Chemarin  | Christian Léon        |                       | Honda RCB            |                          |
| 1979  | Jean-Claude Chemarin  | Christian Léon        |                       | Honda RCB            |                          |
| 1980  | Marc Fontan           | Hervé Moineau         |                       | Honda RCB            |                          |
| 1981  | Jean-Claude Chemarin  | Christian Huguet      |                       | Kawasaki 1000J       |                          |
| 1982  | Pierre-Étienne Samin  | Dominique Pernet      |                       | Suzuki GS 1000 R     |                          |
| 1983  | Gérard Coudray        | Jacques Cornu         | Sergio Pellandini     | Kawasaki 1000 S      |                          |
| 1984  | Dirk Brand            | Henk Van der Mark     |                       | Suzuki GSX-R         |                          |
| 1985  | Bernard Millet        | Guy Bertin            | Philippe Guichon      | Suzuki GSX-R         |                          |
| 1986  | Alex Vieira           | Gérard Coudray        | Patrick Igoa          | Honda VFR 750 R RC30 |                          |
| 1987  | Dominique Sarron      | Jean-Michel Mattioli  | Jean-Louis Battistini | Honda VFR 750 R RC30 |                          |
| 1988  | Alex Vieira           | Jean-Michel Mattioli  | Christophe Bouheben   | Honda VFR 750 R RC30 |                          |
| 1989  | Alex Vieira           | Jean-Michel Mattioli  | Roger Burnett         | Honda VFR 750 R RC30 |                          |
| 1990  | Alex Vieira           | Jean-Michel Mattioli  | Stéphane Mertens      | Honda VFR 750 R RC30 |                          |
| 1991  | Philippe Monneret     | Bruno Bonhuil         | Rachel Nicotte        | Yamaha FZR           |                          |
| 1992  | Terry Rymer           | Carl Fogarty          | Michel Simul          | Kawasaki ZXR         | Kawasaki France          |
| 1993  | Adrien Morillas       | Brian Morrison        | Wilfrid Veille        | Kawasaki ZXR         | Kawasaki France          |
| 1994  | Adrien Morillas       | Jean-Louis Battistini | Terry Rymer           | Kawasaki ZXR         | Kawasaki France          |
| 1995  | Alex Vieira           | Rachel Nicotte        | Brian Morrison        | Honda RC45           | Honda France             |
| 1996  | Jehan d'Orgeix        | Pier-Giorgio Bontempi | Brian Morrison        | Kawasaki ZXR         | Kawasaki France          |
| 1997  | Doug Polen            | Juan-Éric Gomez       | Peter Goddard         | Suzuki GSX-R         | SERT                     |
| 1998  | Bertrand Sebileau     | Thierry Paillot       | Igor Jerman           | Kawasaki ZX-7RR      | Kawasaki France          |
| 1999  | Bertrand Sebileau     | Steve Hislop          | Chris Walker          | Kawasaki ZX-7RR      | Kawasaki France          |
| 2000  | Sébastien Charpentier | William Costes        | Sébastien Gimbert     | Honda VTR RC51       | Honda France             |
| 2001  | Christophe Guyot      | Sébastien Scarnato    | Nicolas Dussauge      | Suzuki GSX-R         | GMT94                    |
| 2002  | Jean-Michel Bayle     | Sébastien Gimbert     | Nicolas Dussauge      | Suzuki GSX-R         | SERT                     |
| 2003  | Brian Morrison        | Philippe Dobé         | Vincent Philippe      | Suzuki GSX-R         | SERT                     |
| 2004  | Stéphane Chambon      | Keiichi Kitagawa      | Warwick Nowland       | Suzuki GSX-R         | SERT                     |
| 2005  | David Checa           | William Costes        | Sébastien Gimbert     | Yamaha YZF           | GMT94 Yamaha             |
| 2006  | Olivier Four          | Frédéric Protat       | Daniel Ribalta-Bosch  | Honda CBR            | National Moto            |
| 2007  | William Costes        | Guillaume Dietrich    | Max Neukirchner       | Suzuki GSX-R         | SERT                     |
| 2008  | William Costes        | Guillaume Dietrich    | Barry Veneman         | Suzuki GSX-R         | SERT                     |
| 2009  | Gwen Giabbani         | Steve Martin          | Igor Jerman           | Yamaha YZF R1        | YART                     |
| 2010  | Julien Da Costa       | Olivier Four          | Grégory Leblanc       | Kawasaki ZX-10R      | Team SRC Kawasaki France |
| 2011  | Julien Da Costa       | Olivier Four          | Grégory Leblanc       | Kawasaki ZX-10R      | Team SRC Kawasaki France |
| 2012  | Julien Da Costa       | Freddy Foray          | Grégory Leblanc       | Kawasaki ZX-10R      | Team SRC Kawasaki France |
| 2013  | Grégory Leblanc       | Fabien Foret          | Nicolas Salchaud      | Kawasaki ZX-10R      | Team SRC Kawasaki France |
| 2014  | Vincent Philippe      | Anthony Delhalle      | Erwan Nigon           | Suzuki GSX-R         | SERT                     |
| 2015  | Vincent Philippe      | Anthony Delhalle      | Étienne Masson        | Suzuki GSX-R         | SERT                     |
| 2016  | Grégory Leblanc       | Fabien Foret          | Matthieu Lagrive      | Kawasaki ZX-10R      | Team SRC Kawasaki France |
| 2017  | Mike Di Meglio        | David Checa           | Niccolo Canepa        | Yamaha YZF R1        | GMT94 Yamaha             |
| 2018  | Joshua Hook (en)      | Freddy Foray          | Alan Techer           | Honda CBR            | FCC TSR Honda France     |
| 2019  | Jérémy Guarnoni (it)  | David Checa           | Erwan Nigon           | Kawasaki ZX-10R      | Team SRC Kawasaki France |
| 2020  | Joshua Hook           | Freddy Foray          | Mike Di Meglio        | Honda CBR            | FCC TSR Honda France     |
| 2021, | Gregg Black           | Sylvain Guintoli      | Xavier Siméon         | Suzuki GSX-R         | Yoshimura SERT Motul     |
| 2022, | Gregg Black           | Sylvain Guintoli      | Xavier Siméon         | Suzuki GSX-R         | Yoshimura SERT Motul     |
| 2023  | Joshua Hook           | Mike Di Meglio        | Alan Techer           | Honda CBR            | FCC TSR Honda France     |
| 2024  | Gregg Black           | Etienne Masson        | Dan Linfoot (en)      | Suzuki GSX-R         | Yoshimura SERT Motul     |
| 2025, | Marvin Fritz (en)     | Karel Hanika (en)     | Jason O’Halloran      | Yamaha YZF-R1        | YART (en)                |

### Victoires par constructeur
| Rang | Constructeur | Victoires | Années                                                                                   |
| ---- | ------------ | --------- | ---------------------------------------------------------------------------------------- |
| 1    | Suzuki       | 15        | 1982, 1984, 1985, 1997, 2001, 2002, 2003, 2004, 2007, 2008, 2014, 2015, 2021, 2022, 2024 |
| 2    | Kawasaki     | 14        | 1981, 1983, 1992, 1993, 1994, 1996, 1998, 1999, 2010, 2011, 2012, 2013, 2016, 2019       |
| 3    | Honda        | 14        | 1978, 1979, 1980, 1986, 1987, 1988, 1989, 1990, 1995, 2000, 2006, 2018, 2020, 2023       |
| 4    | Yamaha       | 05        | 1991, 2005, 2009, 2017, 2025                                                             |

### Victoires par pilote
| Rang | Pilote               | Victoires | Années                       |
| ---- | -------------------- | --------- | ---------------------------- |
| 1    | Alex Vieira          | 5         | 1986, 1988, 1989, 1990, 1995 |
| 1    | Grégory Leblanc      | 5         | 2010, 2011, 2012, 2013, 2016 |
| 3    | Jean-Michel Mattioli | 4         | 1987, 1988, 1989, 1990       |
| 3    | Brian Morrison       | 4         | 1993, 1995, 1996, 2003       |
| 3    | William Costes       | 4         | 2000, 2005, 2007, 2008       |
| 6    | Jean-Claude Chemarin | 3         | 1978, 1979, 1981             |
| 6    | Sébastien Gimbert    | 3         | 2000, 2002, 2005             |
| 6    | Olivier Four         | 3         | 2006, 2010, 2011             |
| 6    | Julien Da Costa      | 3         | 2010, 2011, 2012             |
| 6    | Vincent Philippe     | 3         | 2003, 2014, 2015             |
| 6    | David Checa          | 3         | 2005, 2017, 2019             |
| 6    | Freddy Foray         | 3         | 2012, 2018, 2020             |
| 6    | Joshua Hook (en)     | 3         | 2018, 2020, 2023             |
| 6    | Mike Di Meglio       | 3         | 2017, 2020, 2023             |
| 6    | Gregg Black          | 3         | 2021, 2022, 2024             |

## Retransmission télévisuelle
En France, le diffuseur est Eurosport jusqu'en 2020. Pour l'édition particulière sans spectateurs, la chaîne L'Équipe 21 en diffuse plus de 16 heures sur les 24 heures. Exceptionnellement, en 2020, l'épreuve se déroule les 29 et 30 août de midi à midi alors qu'en temps normal la course se déroule de 15 h à 15 h.